# Chanel Anorex
Chanel Anorex, nombre artístico de Cristofer Caamaño González (Salamanca, 31 de diciembre de 1990), es una drag queen y artista multidisciplinar española, conocida por competir en la tercera temporada de Drag Race España.

## Carrera
En 2018 fue entrevistada por la plataforma BuzzFeed España como parte del reportaje titulado Así es ser DRAG QUEEN en España. En el mismo reportaje Chanel afirmaba que llevaba aproximadamente un año dedicándose al drag.
En mayo de 2022 fue entrevistada junto a otras artistas por el medio digital Cliente Global sobre la situación laboral de las drag queens en España.
En febrero de 2023 actuó en la fiesta ROAR Party en Madrid junto con las artistas drag Onyx y Samantha Ballentines.
Ese mismo año, Chanel se unió a la competencia de telerrealidad Drag Race España en su tercera temporada, que comenzó a emitirse el 16 de abril de 2023. En el tercer episodio de la temporada fue una de las nominadas a la eliminación, lo que la llevó a competir en una batalla de lip sync contra la también concursante Kelly Roller. Finalmente Kelly Roller fue declarada vencedora por el jurado, y Chanel fue expulsada de la competición.
En una entrevista con el Gay Times citó entre sus inspiraciones para el drag la propia infancia, el cine de terror de los años 90 y películas como Monsters, Inc., Beetlejuice e incluso Parque Jurásico.

## Filmografía

### Televisión
| año  | título           | papel      | notas       |
| ---- | ---------------- | ---------- | ----------- |
| 2023 | Drag Race España | Ella misma | 4 episodios |
| 2023 | Tras la carrera  | Ella misma | 1 episodio  |

## Discografía

### Sencillos
| Año  | Título     |
| ---- | ---------- |
| 2023 | «LA RABIA» |

## Teatro
- El Gran Hotel de las Reinas (2023)[12]